# Naissance en 1133
Naissance
- 1129
- 1130
- 1131
- 1132
- 1133
- 1134
- 1135
- 1136
- 1137

Cette page dresse une liste de personnalités nées au cours de l'année 1133 :
- février : Az-Zafir, ou Abu Muhammad az-Zafir bi-amr Allah Isma'il ibn al-Hafiz, calife du Caire.
- 5 mars : Henri II, futur roi d’Angleterre.
- 9 septembre : Abdul-Razzaq Gilani (en), juriste perse basé à Bagdad.

- Abu al-Abbas al-Jarawi (en), poète almohade.
- Agnès de Courtenay, reine de Jérusalem.
- Étienne Ier de Sancerre, premier comte de Sancerre.
- Faidiva de Toulouse, noble de la Maison de Toulouse puis comtesse de Savoie.
- Jean de Gisors, seigneur normand, fondateur de la ville de Portsmouth.
- Hōnen, ou Hōnen-bō Genkū ou Genkū, fondateur du Jōdo shū, la première école indépendante du Bouddhisme japonais de la Terre pure.
- Ji Gong, moine bouddhiste de l'actuel Xian de Tiantai, dans la province du Zhejiang.
- Sigurd II de Norvège, co-roi de Norvège.
- Thorlak, prêtre islandais, chanoine augustinien, et évêque de Skálholt, il est le saint patron de l'Islande.
- Zhang Shi (en), érudit chinois.

date incertaine (vers 1133)
- Béatrix de Bourbourg, héritière du comté de Guînes.

## Crédit d'auteurs
- Cet article est partiellement ou en totalité issu de l'article intitulé « 1133 » (voir la liste des auteurs).